# Kim Jae-sup
Kim Jae-sup es un diplomático de carrera surcoreana retirado.
- En 1969 entró al servicio exterior.
- En 1975 fue secretario de embajada de segunda clase en Canberra y consejero de la misión observante ante las Naciones Unidas en Nueva York.
- En 1989 fue oficial suplente del Institute of Foreign Affairs and National Security (IFANS) y deputy director general del despacho asuntos europeos en el ministerio de asuntos extriones.
- En 1990 fue secretario de asuntos de extranjeros y de seguridad.
- En 1992 fue director general del despacho de relaciones internacionales.

- En 1992 fue enviado en Bonn.
- En 1995 fue embajador en Praga.
- En 1998 fue coordinador del tercera reunión de la Asia–Europe Meeting (ASEM)
- En 1999 fue comandante suplente del Institute of Foreign Affairs and National Security (IFANS).
- En 2000 fue embajador en Yakarta.
- Del 03 de marzo de 2003 al 28 de enero de 2004 fue Viceministro de Relaciones Exteriores.
- Del 15 de diciembre de 2004 al 15 de abril de 2007 fue embajador en Moscú.
- 2005 secretario de primera clase de la misión permanente ante la Oficina de la Organización de las Naciones Unidas en Ginebra.[1]